# Emerson (Nebraska)
Emerson é uma vila localizada no estado americano de Nebraska, no Condado de Dakota e Condado de Dixon e Condado de Thurston.

## Demografia
Segundo o censo americano de 2000, a sua população era de 817 habitantes.
Em 2006, foi estimada uma população de 819, um aumento de 2 (0.2%).

## Geografia
De acordo com o United States Census Bureau, a localidade tem uma área de 1,2 km², sem área coberta por água. Emerson localiza-se a aproximadamente 430 m acima do nível do mar.

## Localidades na vizinhança
O diagrama seguinte representa as localidades num raio de 20 km ao redor de Emerson.